# Good Morning, Babilònia
Good Morning, Babilònia (títol original: Good Morning Babylon) és una franco-italiana (amb participació estatunidenca) dirigida per Paolo i Vittorio Taviani l'any 1986, estrenada l'any 1987. Ha estat doblada al català.

## Argument
1913, la Toscana - El mestre-paleta Bonnano restaura una església, ajudat pels seus set fills dos dels quals, Nicola i Andrea, decideixen d'anar a provar sort als Estats Units. Aniran de decepció en desil·lusió, fins a aquell dia de 1914 on la casualitat els porta a San Francisco. Allà, el director David Wark Griffith prepara la seva nova pel·lícula, Intolerance: Love's Struggle Throughout the Ages, i contracta dos mestres-paletes italians per realitzar-ne els decorats. Els dos germans es fan passar per ells però, descobert l'engany, són acomiadats. Troben llavors dos figurants de la producció, Edna i Mabel, que els empenyen a realitzar una escultura monumental en cartró-pedra, d'un elefant. Arriben a presentar-la a l'escenògraf que, impressionat, els contracta.

## Repartiment
- Vincent Spano: Nicola Bonnano
- Joaquim de Almeida: Andrea Bonnano
- Greta Scacchi: Edna
- Désirée Nosbusch (als crèdits  Désirée Becker): Mabel
- Omero Antonutti: El pare Bonnano
- Charles Dance: D.W. Griffith
- Margarita Lozano: La veneciana
- Bérangère Bonvoisin: la Sra. Griffith
- David Brandon: Grass, director de producció de Griffith
- Brian Freilino: Thompson, ajudant de Griffith
- Massimo Venturiello: Duccio Bonnano
- Andrea Prodan: El cameraman irlandès